# 洋上補給
洋上補給（ようじょうほきゅう、英語: underway replenishment, UNREP; replenishment at sea, RASとも）とは、洋上の艦船から、艦船またはヘリコプターに対して燃料・飲料水・食品・弾薬等を補給すること。古典的には補給艦と受給艦を索で結んで行うCONREP（connected replenishment）が行われてきたが、ドライカーゴについてはヘリコプターを用いたVERTREP (vertical replenishment) も行われる。

## 洋上給油（FAS）
艦船の動力が帆走から蒸気機関へ移行していくとともに、艦船の行動用燃料の洋上補給（fueling at sea, FAS）の必要性が高まり、UNREPが試みられるようになった。イギリス海軍は1870年には洋上での石炭補給の実験を行ったものの、この時点では1時間に5トンしか補給できないなど、実用性に欠けていた。その後、システムの改良が進められ、1902年に行われた実験では、戦艦「トラファルガー」が石炭運搬船を約8ノットで曳航しながら1時間に30トンの石炭を搭載したといわれる。
行動用燃料が石炭から石油に移行すると、ドライカーゴではなく液体燃料の補給（給油）のほうが技術的難易度が低いことから、実用的手法として用いられるようになっていき、アメリカ海軍でも1917年に第一次世界大戦に参戦するにあたり、駆逐艦をヨーロッパに回航する際に初めて洋上給油を実施した。航行中の洋上給油では、古典的には補給艦の後方に受給艦が続航する縦引き給油法（astern-refueling method）が用いられていたが、1930年代より、アメリカ海軍では並航しながらの横引き給油法（broadside-refueling method）を開発し、第二次大戦中にはこちらが主流となった。
横引き給油法による洋上給油の際には、受給艦が補給艦に近接し、対艦距離35～40メートルを保つように並走しつつ、両艦の間にスパン・ワイヤと呼ばれる鋼索を張り渡し、ついでこれに吊り下げるかたちで給油ホース（蛇管）を展開して、送油を実施する。受給艦における蛇管接続方法としては、当初は燃料搭載用の開口部に蛇管先端を押し込んで流し込むという単純な手法が用いられていた。その後、搭載口と蛇管先端部をフランジで連接し，両者をボルトで強く固定する方式を経て、搭載口を蛇管と同一直径のネジ溝付き構造として、係止された蛇管先端部を搭載口と面一に合わせた後、蛇管側の回転式締付けネジで搭載口のネジ溝をしっかりと固定するカップリング方式が用いられるようになったが、いずれも人力による固定・締め付け作業が必要であり、夜間や荒天時の作業には困難が伴った。
この問題に対し、アメリカ海軍では1950年代後半より空中給油装置と同様の自動嵌合機構を導入したプロープ方式を開発し、1965年に制式化した。これは蛇管を引き込む際の慣性力を利用して，受給艦の漏斗状の燃料搭載口に蛇管先端部が自動的に嵌合するという，人力結合作業を要しない画期的なものであった。またスパン・ワイヤの維持についても改良が図られており、現在ではその緊張を維持するために、ハイライン法によるドライカーゴの移送に使われるのと同様のSTREAM式リグが用いられている。
- 「ジュノー」に洋上給油を行う「シリウス」
- スパン・ワイヤによる蛇管の保持要領（搭載口部はプローブ方式に未対応）
- プロープ方式の蛇管先端部

## ハイライン移送
洋上給油と同様、洋上での弾薬や糧食などのドライカーゴの洋上補給についてもアメリカ海軍が先駆者であった。まず1944年末に第5艦隊の補給担当幕僚であったバートン・ビッグス大佐が移送方法（Burton method）を開発したが、これは要するに、補給艦のブームで移送する物資を釣り上げたのち、これに受給艦からのラインを接続し、両艦のウインチを調整しながら受給艦へと引き寄せていくものであった。
1950年代には、ミサイルの普及に伴ってより洗練された移送方法が検討されるようになり、まずFAST（Fast Automatic Shuttle Transfer）法が開発されたが、艦隊で用いるには複雑すぎたため、やや簡素化されたSTREAM（Standard Tensioned Replenishment Alongside Method）法が開発され、1970年より艦隊で用いられるようになった。
STREAM法では、まず補給艦と受給艦との間にハイライン索を張り渡したのち、受給艦の受給装置（パッドアイ）にSURF（Standard Underway Replenishment Fixture）を接続する。移送する物資を吊り下げたトロリーは、ハイラインにぶら下がった状態で、インホール・ラインとアウトホール・ラインの操作によって、補給艦のスライディングブロックとこのSURFとの間を移動することになる。なおこのシステムでは、ハイラインの張力はラムテンショナー装置（油圧と圧縮空気を利用した「空気バネ」式の張力緩衝装置）によって調整される。
- 補給艦のスライディングブロックから受給艦にむけて発進したトロリー
- SURF側まで到着したトロリーから物資を回収する受給艦の乗員